# Mistrovství světa ve vodním slalomu 1983
Mistrovství světa ve vodním slalomu 1983 se uskutečnilo ve italském Meranu pod záštitou Mezinárodní kanoistické federace. Jednalo se o 18. mistrovství světa ve vodním slalomu.

## Muži

### Kánoe
| Závod       | Zlato | Body   | Stříbro                                                                                 | Body   | Bronz | Body   |
| C1          | Jon Lugbill (USA)                                                                                            | 221.94 | David Hearn (USA)                                                                       | 222.87 | Jože Vidmar (YUG)                                                                                        | 234.27 |
| C1 družstvo | USA Jon Lugbill David Hearn Kent Ford                                                                        | 249.41 | Československo Juraj Ontko Jozef Hajdučík Karel Ťoupalík                                | 276.16 | Spojené království Martyn Hedges Peter Keane Jeremy Taylor                                               | 276.63 |
| C2          | USA Lecky Haller Fritz Haller                                                                                | 246.33 | Francie Pierre Calori Jacques Calori                                                    | 248.05 | USA Steve Garvis Mike Garvis                                                                             | 256.61 |
| C2 družstvo | Československo Miroslav Hajdučík a Milan Kučera Dušan Zaťko a Ľudovít Tkáč František Slavík a Jiří Decastelo | 288.57 | USA Lecky Haller a Fritz Haller Steve Garvis a Mike Garvis Charles Harris a John Harris | 295.50 | Spojené království Eric Jamieson a Robin Williams Michael Smith a Andrew Smith Robert Joce a Robert Owen | 298.20 |

### Kajak
| Závod       | Zlato                                                  | Body   | Stříbro                                                    | Body   | Bronz                                                  | Body   |
| K1          | Richard Fox (GBR)                                      | 207.18 | Toni Prijon (FRG)                                          | 211.32 | Peter Micheler (FRG)                                   | 212.37 |
| K1 družstvo | Spojené království Richard Fox Paul McConkey Jim Dolan | 232.24 | Západní Německo Toni Prijon Peter Micheler Dirk Bovensmann | 235.16 | Československo Luboš Hilgert Ivan Hilgert Jiří Měchura | 238.01 |

## Ženy

### Kajak
| Závod       | Zlato                                                                  | Body   | Stříbro                                                                    | Body   | Bronz                                                              | Body   |
| K1          | Elizabeth Sharmanová (GBR)                                             | 232.34 | Jane Rodericková (GBR)                                                     | 236.34 | Marie-Françoise Grangeová (FRA)                                    | 238.75 |
| K1 družstvo | Francie Marie-Françoise Grangeová Sylvie Arnaudová Myriam Jerusalmiová | 270.76 | Spojené království Elizabeth Sharmanová Jane Rodericková Susan Garriocková | 285.51 | Československo Marcela Košťálová Eva Stavařová Marcela Kubričanová | 287.41 |

## Medailové pořadí zemí
| Pořadí | Země               | Zlato | Stříbro | Bronz | Celkem |
| ------ | ------------------ | ----- | ------- | ----- | ------ |
| 1      | Spojené království | 3     | 2       | 2     | 7      |
| 2      | USA                | 3     | 2       | 1     | 6      |
| 3      | Československo     | 1     | 1       | 2     | 4      |
| 4      | Francie            | 1     | 1       | 1     | 3      |
| 5      | Západní Německo    | 0     | 2       | 1     | 3      |
| 6      | Jugoslávie         | 0     | 0       | 1     | 1      |
| Celkem | Celkem             | 8     | 8       | 8     | 24     |